# Элано
Эла́но Ра́лф Блу́мер (порт.-браз. Elano Ralph Blumer; род. 14 июня 1981, Ирасемаполис, Сан-Паулу) — бразильский футболист, полузащитник; тренер.

## Биография
Выступал за бразильские команды «Гуарани Кампинас» (1998—2000), «Интернасьонал» (2000).
В чемпионате Украины провёл 42 игры, забил 14 голов. В Кубке Украины — 4 матча. В еврокубках провёл 19 игр, забил 5 голов.
Игрок национальной сборной Бразилии в 2004—2011 годах (50 матчей, 9 голов). Выступал за олимпийскую сборную Бразилии (7 матчей).
24 ноября 2016 года завершил карьеру игрока. С января 2017 года вошёл в тренерский штаб «Сантоса».
4 июня 2017 года назначен исполняющим обязанности главного тренера «Сантоса» после расставания с Доривалом Жуниором. 7 июня 2017 года в матче 5-го тура бразильской серии A 2017 «Сантос» под руководством Элано взял верх в домашнем матче против «Ботафого» (1:0). 8 июня 2017 года главным тренером «Сантоса» был назначен Левир Кулпи, с которым подписали контракт до декабря 2017 года. 11 июня 2017 года, несмотря на назначение нового главного тренера, в гостевом матче 6-го тура против «Атлетико Паранаэнсе» «Сантосом» на тренерской скамейке опять успешно руководил Элано (победа 2:0).

## Достижения

### Командные
«Сантос»
- Чемпион Бразилии (2): 2002, 2004
- Чемпион штата Сан-Паулу (4): 2011, 2012, 2015, 2016
- Победитель Кубка Либертадорес: 2011

«Шахтёр» Донецк
- Чемпион Украины: 2004/05, 2005/06
- Обладатель Суперкубка Украины: 2005

«Фламенго»
- Чемпион штата Рио-де-Жанейро: 2014

«Ченнайин»
- Победитель Индийской суперлиги: 2015

Бразилия
- Обладатель Кубка Америки: 2007
- Обладатель Кубка конфедераций: 2009

### Личные
- Лучший бомбардир чемпионата штата Сан-Паулу: 2011 (11 голов, совместно с Лиедсоном)
- Лучший бомбардир Индийской суперлиги: 2014 (8 голов)
- По версии издания «Jornal de Tarde» вошёл в символическую сборную Бразилии 2004
- В 2003 и 2004 вошёл в состав символической сборной Южной Америки (по опросу уругвайской газеты El País)